# بوسه (فیلم ۲۰۰۳)
بوسه (انگلیسی: The Kiss) فیلمی در ژانر کمدی رمانتیک است به کارگردانی گارمن بچرد که در سال ۲۰۰۳ منتشر شد.

## بازیگران
- الیزا دوشکوه
- ترنس استامپ
- بیلی زین
- ایلیانا داگلاس
- ویلیام میپاتر
- پتی مک‌کورمک